# Venise-Simplon-Orient-Express
Pour les articles homonymes, voir Orient-Express (homonymie).
Le Venise-Simplon-Orient-Express (en anglais : Venice Simplon-Orient-Express ; sigle : VSOE) est un train de prestige créé en 1982 par James Sherwood (propriétaire de l'hôtel Cipriani). Il est l'un des sept trains de luxe qu'exploite Belmond.

## Description
Il relie alors Boulogne-sur-Mer, puis Calais (en correspondance avec l'Angleterre, où circule le Belmond British Pullman (en)), et Paris-gare de l'Est à Innsbruck (Milan à l'origine), Vérone et Venise (où il est en correspondance maritime, les premières années, avec un paquebot Orient-Express croisant vers Le Pirée et Istanbul), et continuant aujourd'hui directement, selon les dates, vers Prague, Vienne, Budapest ou Istanbul. La desserte de Londres — par correspondances routières spécifiques à Folkestone et Calais : autocars de luxe empruntant Le Shuttle d'Eurotunnel — est néanmoins abandonnée en novembre 2023 (en raison des difficultés causées par l'important renforcement des contrôles douaniers conséquemment au Brexit), remplacée par l'acheminement des voyageurs britanniques en Eurostar de Londres à Paris.
Le VSOE est exploité par l'entreprise britannique Belmond (anciennement Orient-Express Hotels Ltd.), propriété de LVMH depuis fin 2018. En 2021, de nouvelles destinations comme Amsterdam, Rome ou Courchevel sont ouvertes, afin d'avoir une clientèle plus internationale, puis une troisième catégorie intermédiaire est ouverte avec des suites en remplacement de cabines plus petites. Les tarifs vont de 3 500 euros la cabine standard sans douche ni toilette à 15 000 euros pour une des six « Grande-Suites » avec lit double et cabine de bain. Le luxe reste omniprésent dans des décors restaurés style Art Déco, une soirée en robe longue et smoking, ou encore un restaurant dont la carte est supervisée par Jean Imbert.

## Circulations
Le train assure un service hebdomadaire (plus fréquent en été) toute l'année, sauf de décembre à février (période de maintenance dans les ACC de Clermont-Ferrand).

## Matériel roulant

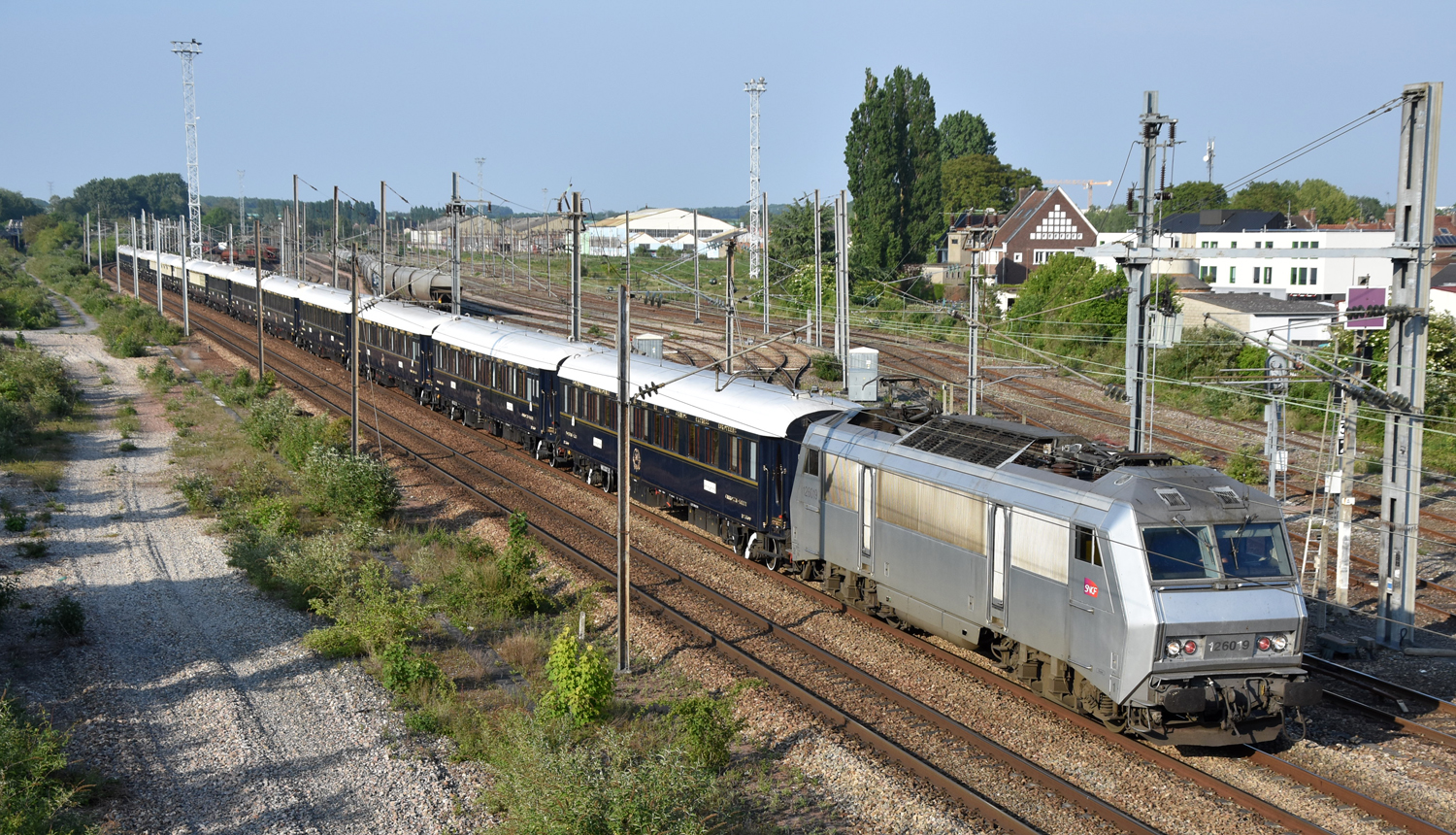
La BB 26019 en tête du train, passant à Longueau (en direction de Calais), en mai 2018.

La rame est composée de 18 voitures de couleurs bleu et or (voitures-lits, voitures-restaurants, voitures-salons Pullmann des années 1920), dont 17 pour les passagers, construites à l'origine pour la Compagnie internationale des wagons-lits. Le type de ces voitures est indiqué en plusieurs langues (anglais et allemand sur le côté 1, français et italien sur le côté 2).
Les locomotives utilisées en France sont des BB 26000 (électriques) et parfois, lorsque Calais était encore desservie, des BB 67400 (Diesel).

### Description de la rame
| Type de Voiture            | Numéro CIWL | Constructeur                                   | Année de Fabrication | Décorateur                                                                      | Notes |
| -------------------------- | ----------- | ---------------------------------------------- | -------------------- | ------------------------------------------------------------------------------- | --- |
| Voiture-lits « S1 »        | 3309        | Ateliers Métallurgiques de Nivelles            | 1927                 | Origine: René Prou, avec des motifs floraux Grand Suites: Wimberly Interiors    | Modifiée en 2019-2020 pour accueillir trois « Grand-Suites » : Vienne, Budapest et Prague                                                            |
| Voiture-lits « S1 »        | 3425        | Birmingham Railway Carriage and Wagon Company  | 1929                 | Origine: René Prou, avec des motifs forestiers Grand Suites: Wimberly Interiors | Modifiée en 2017-2018 pour accueillir trois « Grand-Suites » : Paris, Venise et Istanbul                                                             |
| Voiture-lits « Lx »        | 3473        | Metropolitan Carriage Wagon and Finance Co Ltd | 1929                 | Morrison, décoration « Guirlandes de Fleurs »                                   | Un compartiment pour le steward y est aménagé |
| Voiture-lits « Lx »        | 3482        | Metropolitan Carriage Wagon and Finance Co Ltd | 1929                 | Morrison, décoration « Trapèze »                                                | Un compartiment pour le steward y est aménagé |
| Voiture-lits « Lx »        | 3483        | Metropolitan Carriage Wagon and Finance Co Ltd | 1929                 | Morrison, décoration « Panier Fleuri »                                          | Un compartiment pour le steward y est aménagé |
| Voiture-lits « Lx »        | 3525        | Entreprises industrielles charentaises         | 1929                 | René Prou, décoration « Graine de Sapelli »                                     | |
| Voiture-lits « Lx »        | 3539        | Entreprises industrielles charentaises         | 1929                 | René Prou, décoration « Graine de Sapelli » Suites: Wimberly Interiors          | Un compartiment pour le steward y est aménagé Modifiée en 2023-2024 pour accueillir quatre suites : Les Montagnes, La Forêt, Les Lacs et La Campagne |
| Voiture-Lits « Lx »        | 3543        | Entreprises industrielles charentaises         | 1929                 | René Prou, décoration « Graine de Sapelli »                                     | |
| Voiture-lits « Lx »        | 3544        | Entreprises industrielles charentaises         | 1929                 | René Prou, décoration « Graine de Sapelli »                                     | |
| Voiture-lits « Lx »        | 3552        | Entreprises industrielles charentaises         | 1929                 | Origine: Nelson, décoration « Lis Tigré » Suites: Wimberly Interiors            | Un compartiment pour le steward y est aménagé Modifiée en 2022-2023 pour accueillir quatre suites : Les Montagnes, La Forêt, Les Lacs et La Campagne |
| Voiture-lits « Lx »        | 3553        | Entreprises industrielles charentaises         | 1929                 | Nelson, décoration « Lis Tigré » L'Observatoire: JR                             | Un compartiment pour le steward y est aménagé Modifiée en 2023-2024 comme la voiture privée L'Observatoire                                           |
| Voiture-lits « Lx »        | 3555        | Entreprises industrielles charentaises         | 1929                 | Origine: Nelson, décoration « Lis Tigré » Suites: Wimberly Interiors            | Un compartiment pour le steward y est aménagé Modifiée en 2022-2023 pour accueillir quatre suites : Les Montagnes, La Forêt, Les Lacs et La Campagne |
| Voiture-bar                | 3674        | Entreprises industrielles charentaises         | 1931                 | Gérard Gallet                                                                   | Cette voiture était à l'origine une voiture-restaurant et a été transformée en voiture-bar                                                           |
| Voiture-lits « Ytb »       | 3912        | Ateliers Métallurgiques de Nivelles            | 1949                 |                                                                                 | Modifiée pour accueillir du personnel et des espaces de stockage                                                                                     |
| Voiture-lits « Ytb »       | 3915        | Ateliers Métallurgiques de Nivelles            | 1949                 |                                                                                 | Modifiée pour accueillir du personnel et des espaces de stockage                                                                                     |
| Voiture-Restaurant         | 4095        | Birmingham Railway Carriage and Wagon Company  | 1927                 |                                                                                 | L'Oriental, dont l'intérieur a été récupéré dans la voiture n° 3083                                                                                  |
| Voiture-Restaurant         | 4110        | Birmingham Railway Carriage and Wagon Company  | 1927                 |                                                                                 | Étoile du Nord |
| Voiture-restaurant-Pullman | 4141        | Entreprises industrielles charentaises         | 1929                 | René Lalique                                                                    | Côte d’Azur, aménagée avec un bar à Champagne |